# Petkova mošeja, Fatehpur Sikri
Petkova mošeja v Fatehpur Sikri je kongregacijska mošeja iz 16. stoletja in je na Unescovem seznamu svetovne dediščine Fatehpur Sikri v Utar Pradešu v Indiji. Zgradil jo je mogulski cesar Akbar in je ena največjih mošej v Indiji. To je najbolj iskan romarski kraj s strani vernikov. Je tudi ena najbolj obiskanih turističnih destinacij v okrožju Agra. Nekateri modeli mošeje odražajo čudovito iransko arhitekturo.

## Zgodovina
Akbar je naročil Petkovo mošejo kot del svojega novega glavnega mesta Fatehpur Sikri. Struktura je bila eno prvih mest, zgrajenih v mestu, in je bila dokončana nekje med letoma 1571 in 1574, glede na lastne napise. Mošeja je bila zgrajena v čast sufijskega šejka Salima Čištija, Akbarjevega duhovnega svetovalca. Prav tako naj bi služil kot khanqah (meniška šola) za šejkove potomce. Svoj čas so jo različni avtorji in popotniki opevali zaradi njene lepote in veličine.
Mošeja je igrala vlogo pri Akbarjevih verskih načrtih. Leta 1579 je izrekel khutbo za skupno molitev, ki so se je udeležili prebivalci Fatehpur Sikrija. Medtem ko so nekateri njegovi predniki to storili, je bilo branje khutbah običajno rezervirano za verske voditelje (kot je imam), zato so ga uleme dojemali kot radikalnega. Tudi Akbar se je pridružil prebivalcem v njihovi molitvi in so ga celo videli pometati tla v mošeji. Kavuri-Bauer trdi, da so bila vsa ta dejanja Akbarjeva zavestna poteza, ki je uporabil mošejo, da bi se prikazal kot božanski suveren in ne kot običajni vladar.
Petkova mošeja v Fatehpur Sikri je po Akbarjevi vladavini ostala »simbol mogulske dediščine in ponosa«. Mošejo je močno občudoval Akbarjev sin in naslednik Džahangir, ki jo je označil za enega največjih očetovih arhitekturnih dosežkov. Džahangir je o kompleksu mošeje na dolgo razpravljal s svojim sinom Khuramom med bivanjem v Fatehpur Sikriju leta 1619. Khurram je kasneje postal mogulski cesar Šah Džahan in je to mošejo navedel kot model za svojo lastno Petkovo mošejo v Delhiju.

## Arhitektura
Petkova mošeja stoji na najvišji točki skalnatega grebena, na katerem je mesto Fatehpur Sikri. Postavljena je na dvignjen podstavek, zgrajen tako, da zagotavlja ravno površino. Kompleks mošeje je obdan z ogradnimi zidovi; tik izven južne stene je velik baoli (osmerokotni stopničasti vodnjak). Podobno kot preostali del Fatehpur Sikri je mošeja narejena iz lokalno pridobljenega rdečega peščenjaka. Uporablja tudi rumeni peščenjak, marmor in skrilavec za dekoracijo ter vsebuje perzijsko in arabsko kaligrafijo.
V času izgradnje je bila mošeja največja v mogulski Indiji. Predstavlja fuzijo islamske, hindujske in džainistične arhitekture z izrazitim gudžaratskim vplivom. Asher trdi, da mošeja črpa elemente iz Petkove mošeje v Manduju in tiste v Čanderiju, obe predmogulski strukturi. Alfieri prav tako vidi navdih v predmogulskih Pekovih mošejah, vendar namesto tega navaja tiste v Atali in Čampanerju.

### Vrata
V kompleks mošeje se vstopa skozi tri vrata. Vzhodna vrata, znana kot Badšahi Darvaza (cesarska vrata), je Akbar uporabil za dostop do mošeje. Okrašena so z rezanimi mozaiki. Severna in južna vrata so si morda v zgodovini podobna - vendar je Akbar leta 1573 južna vrata obnovil v Buland Darvaza (Visoka vrata), da bi proslavil uspeh svojega vojaškega pohoda v Gudžaratu. To so najvidnejša vrata in spomenik sama po sebi, saj imajo hodnike in sobe v številnih nadstropjih. Asher pravi, da je bolj verjetno, da so bila vrata zgrajena, da bi poudarila Akbarjev odnos z redom Čišti.

### Dvorišče
Sahn (dvorišče) je dimenzij 165 m x 130 m. V njegovem središču je prostor za obredno umivanje. Severna, južna in vzhodna stran dvorišča so obrobljene z dalani (arkadami). Te so zasenčene z neprekinjenim, štrlečimi čhadždža (napušč), ki so podprte z zatiči. Čhatri so na vrhu parapetov teh arkad. Notranji obok arkad je razdeljen na hudžre (celice), ki se verjetno uporabljajo kot spalni prostori za bhakte.
Proti severni strani dvorišča sta grobnica Salima Čištija in grobnica Islama Kana. Prvi je v nasprotju z rdečim peščenjakom kompleksa Petkove mošeje iz marmorja makrana. Pod dvoriščem so podzemni zbiralniki vode.

### Molitvena dvorana
Pravokotna molitvena dvorana (dimenzije 89 m x 20 m) leži na zahodnem koncu dvorišča, obrnjena proti Meki v skladu z islamsko tradicijo. Na njeni fasadi prevladuje velik pištaq (ivan), ki vsebuje tri obokane vhode. Iz strehe se dvigajo tri kupole, ki ustrezajo trem obokom, na katere je razdeljena dvorana. Osrednji je kvadraten in bogato okrašen, z geometrijskimi marmornimi vložki in večbarvnimi cvetličnimi poslikavami.] Njegova zahodna stena nosi okrašene mihrabe (molilne niše), obrobljene z mozaiki in glaziranimi ploščicami. Dva stranska oboka sta dvorani s stebrišči, od katerih vsaka vsebuje kvadratno komoro. Te dvorane imajo lastne okrašene mihrabe in so podprte s stebri v hindujskem slogu. Na skrajnih delih molitvene dvorane so zenane (ženske galerije).